# Resolución 1460 del Consejo de Seguridad de las Naciones Unidas
La resolución 1460 del Consejo de Seguridad de las Naciones Unidas, aprobada por unanimidad el 30 de enero de 2003, tras recordar las resoluciones 1261 (1999), 1265 (1999), 1296 (2000), 1306 (2000), 1308 (2000), 1314 (2000), 1325 (2000) y 1379 (2001), el Consejo pidió el fin inmediato del uso de niños soldados y aprobó una "era de aplicación" de las normas y estándares internacionales para la protección de los niños afectados por las guerras.

## Resolución

### Observaciones
El Consejo de Seguridad reiteró su compromiso de abordar el impacto de conflictos armados en los niños y destacó la responsabilidad de todas las partes de cumplir con la Carta de las Naciones Unidas y el derecho internacional y poner fin a la impunidad de los responsables de genocidio, crímenes de lesa humanidad, crímenes de guerra y crímenes contra los niños. Es importante que el personal humanitario tenga un acceso seguro y sin obstáculos y se acogió con satisfacción la entrada en vigor del Protocolo facultativo sobre la participación de niños en los conflictos armados. El Consejo señaló además que el reclutamiento de niños menores de 15 años en las fuerzas armadas nacionales estaba clasificado como crimen de guerra en virtud del Estatuto de Roma de la Corte Penal Internacional.

### Actos
La resolución apoyó el llamamiento del Secretario General Kofi Annan a una "era de aplicación" de las normas internacionales relativas a la protección de los niños en los conflictos armados. Se pidió a las partes en conflicto que utilizaban a niños soldados que pusieran fin a esas prácticas, mientras que se establecería un diálogo con las partes para elaborar planes para poner fin a su reclutamiento y uso. Preocupaba la lista de partes que violaban sus obligaciones internacionales adjunta en el anexo del informe del Secretario General y se tomarían nuevas medidas.
Se pidió a los Estados miembros que adoptaran medidas a través de la legislación nacional para controlar el tráfico de armas en los Estados que no respetaban el derecho internacional (el Cuarto Convenio de Ginebra) relacionado con el uso militar de niños y la protección de civiles durante la guerra. El Consejo estaba decidido a incluir disposiciones para la protección de los niños en los mandatos de las operaciones de mantenimiento de la paz. Hubo preocupación por los informes de explotación sexual de mujeres y niños, en particular casos relacionados con trabajadores humanitarios y personal de mantenimiento de la paz de las Naciones Unidas.
El Consejo de Seguridad solicitó la implementación de servicios de asesoramiento y pruebas del VIH/SIDA para el personal de mantenimiento de la paz, la policía y el personal humanitario de las Naciones Unidas. Se exhortó a todas las partes interesadas y otros Estados a garantizar que los derechos del niño se incorporen en los procesos de paz y desarme, desmovilización y reintegración, y a cumplir con los compromisos asumidos con el representante Especial del Secretario General para los Niños y los Conflictos Armados, Olara Otunnu .
Por último, se encomendó al Secretario General que presentara un informe antes del 31 de octubre de 2003 sobre la aplicación de la resolución actual, incluida una sección específica sobre la protección de los niños en todos sus futuros informes sobre países concretos.